# Eccritosia rubriventris
Eccritosia rubriventris là một loài ruồi trong họ Asilidae. Eccritosia rubriventris được Macquart miêu tả năm 1850.